# Raukkobådan
Raukkobådan är öar i Finland. De ligger i Norra kvarken och i kommunen Vasa i landskapet Österbotten, i den västra delen av landet. Öarna ligger omkring 13 kilometer väster om Vasa och omkring 380 kilometer nordväst om Helsingfors.
Arean för den av öarna koordinaterna pekar på är 1,3 hektar och dess största längd är 290 meter i sydväst-nordöstlig riktning. Närmaste större samhälle är Vasa, 11,9 km öster om Raukkobådan.